# Privates Gymnasium Esslingen
Das Private Gymnasium Esslingen (PGE) ist ein Gymnasium in Esslingen am Neckar. Das Schulangebot der Privatschule richtet sich an Kinder und Jugendliche mit Aufmerksamkeitsdefizit-/Hyperaktivitätsstörung (ADHS) und anderen Lern- und Verhaltensauffälligkeiten wie z. B. Autismus-Spektrum-Störungen.

## Geschichte
Das Private Gymnasium Esslingen wurde im Dezember 2008 für Kinder und Jugendliche mit AD(H)S gemeinsam von Eltern und Lehrern gegründet und nahm im Januar 2009 den Betrieb auf. Es ist ein Nachfolger der Münsinger Schule gGmbH, die im Herbst 2008 aus Geldmangel schließen musste. Eltern und Lehrer engagierten sich dabei mit Darlehen und Einzelbürgschaften, die Lehrer zusätzlich noch mit einem Gehaltsverzicht, um einen Neustart dieser Schule zu ermöglichen.
Die Schule wird von einer Stiftung in Selbstverwaltung von Eltern, Lehrern und weiteren ehrenamtlich tätigen Personen betrieben.
Im Januar 2012 wurde das PGE staatlich anerkannt, wodurch 2013 erstmals Abiturprüfungen stattfinden konnten.

## Schule
Das Schulmodell basiert auf den Erfahrungen der Mininotschule e. V. am Kindertherapeutischen Zentrum Esslingen. Das PGE ist das erste und einzige Gymnasium für Kinder und Jugendliche mit AD(H)S in Deutschland. Ein Teil der Schüler war geprägt von Schulangst und Schulverweigerung. Neben den oftmals mit AD(H)S einhergehenden Teilleistungsstörungen LRS, Dyskalkulie und graphomotorischen Störungen hatte ein Teil der Schüler komorbide Störungen entwickelt, die im Schulalltag zusätzliche Herausforderungen darstellen.
Insgesamt werden 112 Schüler von Klasse 5 bis Klasse 12 von 22 Lehrkräften unterrichtet. Ein Psychologisch-Pädagogisches Team steht Schülern, Eltern und Lehrern zur Seite. Die maximale Klassengröße beträgt 15 Schüler. Die kleinste Klasse hat 10, die größte 15 Schüler (Stand: Oktober 2023).
Das Schulgeld wird nach der finanziellen Leistungsfähigkeit der Eltern gestaffelt.

## Pädagogisches Konzept
Das PGE hat ein besonderes Profil für Kinder und Jugendliche mit AD(H)S, von dem aber auch andere profitieren, die Schwierigkeiten bei der Strukturierung von Lernprozessen haben.
Klare Strukturen im Schulalltag, kleine Klassen, individuelle Auszeiten („Gehirnlüften“) und eine reizarme Lernumgebung sind nur einige wichtige Voraussetzungen für den Schulerfolg der Kinder und Jugendlichen. Die Lehrkräfte sind speziell geschult: Kleinschrittiges Vorgehen, unmittelbare Rückmeldung durch Belohnungssysteme und regelmäßige Wiederholungs- und Übungseinheiten kennzeichnen den Unterricht. Das Psychologisch-Pädagogische Team begleitet die Kinder und Jugendlichen durch ihren Schulalltag und bindet auch die Eltern über das übliche Maß hinaus ein. Das PGE bietet Ganztagesunterricht.